# هاگا، هلسینکی

موقعیت هاگا در نقشه هلسینکی

هاگا (سوئدی: Haga köping) یک ناحیه و یک شهرداری سابق در ناحیه غربی هلسینکی با ۲۵۴۳۵ نفر جمعیت است.
هاگا به چهار زیرمنطقه تقسیم می‌شود که عبارتند از(هاگای شمالی)، هاگای جنوبی)، کیوی‌هاکا و لاسسیلا. از مهمترین فضاهای سبز هلسینکی، پارک هاگا رودودندرون در این ناحیه واقع شده‌است.
این ناحیه دارای دو ایستگاه راه‌آهن است: ایستگاه راه‌آهن در جنوب و ایستگاه راه‌آهن هاگای شمالی در شمال.